# قط عسيري

الفنانة فاطمة أبو قحاص ويظهر خلفها لون القط العسيري.

القط العسيري أو النقش أو الزَّيان، هو أحد الفنون التجريدية التي نشأت في منطقة عسير في السعودية تقوم به النساء لتزيين بيوتهن، حيث تُختار أنماط هندسية وتصاميم مختلفة متناسبة لإنجاز طبقات فوق بعض تتشكل فيها العديد من الخطوط والرسمات لكل منها مصطلحها الخاص ثم تلون بعدد من الألوان كالأسود والأزرق والأحمر والأصفر، وهو فن مدرج ضمن قائمة التراث الثقافي غير المادي في اليونسكو منذ 9 ديسمبر 2017.
يعتبر فن القط العسيري فن تراثي قديم في منطقة عسير جنوبي السعودية، ويختص بزخرفة المنازل من الداخل وتقوم به النساء. مع تولي الرجل مسؤولية بناء وصيانة المنزل من الخارج، فإن سيدة المنزل تتولى زخرفته من الداخل، إذ ترسم أشكالًا متناسقة على جدران الغرفة وفيها ألوانًا براقة وجذابة. كان هذا الفن سببًا في تجمع النساء والمساعدة في رسم الزخارف، وكانت ربة البيت ترسم خطوطًا أولية للزخارف وتضع نقاطًا ملونة تمثل لون كل جزء، لتأتي قريباتها وصديقاتها ليساعدنها في رسم وتلوين الزخارف والأشكال.

## أشكال النقش

جدار يحتوي على بعض الأشكال

- البَنَاهْ: يرمز هذا الشكل إلى الأنثى، ويأتي غالبًا في أعلى القط سواء كان في البترة أو الجدار في الختام أو الحِظية، ويرُمِز إليه بما يشبه الشجرة المستندة إلى قاعدة مثلثة وترها أفقي ورأسها إلى الأعلى وكأنها أيضا ترمز إلى الجبال المتراصة.
- الأرياش: تأتي على شكل نباتات بين البناه.
- المحاريب: وهي ترمز إلى المحراب، يمثُّل في شكله الناحية الدينية وحضورها ضمن اهتمامات النَّاقشات، المحاريب في النقش تأتي على شكل يشبه تتالي أمواج البحر.
- الركون: هي أشكال مثلثة كبيرة متجاورة تختلف في شكلها وقد تحوي أشكالًا مختلفة من تصاميم النقش.
- البلسنة: تأتي في الحظية وفي الختام وتُحَلَّى بما يسمونه النَّقْطْ، وهي قوالب معيَّنة الشكل متماشية مع امتداد الحظية، تتمثل البلسنة في دوائر صغيرة ومنقوطة.
- الأمشاط: هي خطوط متوازية تتجه للأعلى أو إلى الأسفل في نهاية الحظية، تشبه في شكلها أسنان المشط.
- التعذيق: في نهاية البناة ينتهي رأس المثلث بثلاث نقاط تشبه عذوق الذرة.
- سنكر ولي: هو شكل لمحاريب متجاورة متوازية، لكنه يأتي في اتجاه اليمين غالبًا.
- المثالث والمخامس: هي ثلاثة خطوط أو خمسة خطوط متوازية، تأتي في أسفل النقش كفاتحة له، وقد تأتي منفردة في بيوت الدرج أو الرَّدَمْ.
- الكف: هي خطوط متوازية مختلفة الألوان في أسفل جدار الغرفة وفي أروقة السلالم.
- الشَّبكة: هي معينات أو مربعات هندسية متداخلة تأخذ لونًا موحدًا، ويندر أن تتعدد الألوان فيها.[5]

## الألوان
تستخدم في نقش القط العسيري أربعة ألوان:
- اللون الأسود: مزيج من (فحم مَوْقِدْ) يضاف إليه صمغ أسود.
- اللون الأحمر: حُسْن ومُرْ ورز مقلي مسحوق بعناية، دور الرز المقلي يتمثل في تخفيف حدة لون الحسن وزياد كميته.
- اللون الأزرق: طلح أبيض وزرنيخ أزرق.
- اللون الأخضر: طلح أبيض وزرنيخ أخضر.

## تراث ثقافي غير مادي
تم اختيار فن القط العسيري كتراث ثقافي غير مادي وذلك في الاجتماع الثاني عشر للجنة الحكومية الدولية لصون التراث الثقافي غير المادي في جزيرة جيجو في كوريا الجنوبية خلال الفترة 4 إلى 9 ديسمبر 2017، وبذاك يصبح فن القط العسيري التراث الثقافي غير المادي السعودي السادس المدرج في قائمة التراث العالمي بعد تربية الصقور (2012)، والمجالس (2015)، والقهوة العربية (2015)، والعرضة النجدية (2015)، والمزمار (2016).